# 夸父
夸父（こほ）は、中国神話に登場する巨人族。
北方の地に棲んでいたとされる。
成都載天（せいとさいてん）という山に棲み、二匹の蛇を耳飾りにし、二匹の蛇を手に持っていたという。
ある話では、夸父は太陽を追いかけて原野を走り、太陽が沈む谷まで追い詰めることが出来た。しかし、夸父は喉が渇いていたので黄河と渭水の水をすべて飲み干した。それでも渇きが癒やされなかったので、さらに北にある大澤（だいたく）という千里四方もある湖に行こうとしたが、その途中で死んでしまったという。また、これとは別に応竜に殺された夸父がいたともいわれる。